# Nothogalepsus planivertex
Nothogalepsus planivertex är en bönsyrseart som beskrevs av Max Beier 1953. Nothogalepsus planivertex ingår i släktet Nothogalepsus och familjen Tarachodidae. Inga underarter finns listade i Catalogue of Life.